# Simon Helg
Simon Helg (* 10. April 1990 in Eskilstuna) ist ein schwedischer Fußballspieler. Der Mittelfeldspieler durchlief seit seinem Debüt in der schwedischen U-15-Auswahl alle Juniorenauswahlen des Svenska Fotbollförbundet bis zur U-21-Mannschaft.

## Werdegang
Helg begann mit dem Fußballspielen in der Jugend von Skogstorp GoIF in seiner Heimatstadt Eskilstuna, ehe er in die Jugendabteilung des Traditionsvereins IFK Eskilstuna wechselte. Dort fiel er den Verantwortlichen des schwedischen Fußballverbandes auf und debütierte beim ersten Nachwuchsländerspiel seines Jahrgangs am 23. August 2005 beim 3:1-Auswärtserfolg gegen die finnische U-15-Nachwuchsnationalmannschaft im Nationaljersey, das er mit dem Treffer zur zwischenzeitlichen 2:0-Führung krönen konnte. In der Folge konnte er sich in den Jugendauswahlen behaupten und machte sich, nachdem er trotz seines jungen Alters in die unterklassig spielende Männermannschaft des IFK Eskilstuna aufrückte, auch für höherklassig antretende Mannschaften interessant.
Im November 2006 gab Helg seinen Wechsel im Januar des folgenden Jahres zum Stockholmer Klub Hammarby IF bekannt. Zunächst lief der 17-jährige für das unterklassig spielende Farmteam Hammarby Talang FF auf, behauptete sich dennoch in den Jugendauswahlen des Landesverbandes. Am 8. Oktober 2007 kam er zu seinem Debüt in der Allsvenskan, als Trainer Tony Gustavsson ihn bei der 0:2-Heimniederlage gegen Helsingborgs IF an der Seite von Louay Chanko, Sebastián Eguren und Sebastian Castro-Tello in der Startformation aufstellte. Bedingt durch kleinere Verletzungen verpasste er anschließend, sich einen Stammplatz zu erspielen. Dennoch entschied sich Hammarby IF im Oktober 2008 zur Vertragsverlängerung und band den Spieler bis 2012 an den Verein. Anfang 2009 berief ihn das U-21-Nationalmannschafts-Trainerduo Jörgen Lennartsson und Tommy Söderberg zum Kader des neuen U-21-Jahrgangs, er sagte für die Länderspielreise im März nach Belgien jedoch ab. Im Laufe der anschließenden Spielzeit etablierte er sich als Stammspieler, dennoch konnte er trotz vier Torerfolgen im Saisonverlauf den Abstieg des Klubs in die Superettan am Ende der Spielzeit 2009 nicht verhindern.
Helg blieb Hammarby IF in der zweiten Liga treu. Nachdem er sich mit dem Klub jedoch bis zum Sommer lediglich im mittleren Tabellenbereich platzieren konnte, stand ein Wechsel in der Sommertransferperiode im Raum. Letztlich blieb er trotz der verpassten Wiederaufstiegs beim Klub, wenngleich er auch in der Zweitliga-Spielzeit 2011 nur unregelmäßig zum Einsatz kam.
Im März 2012 verkündete Helg seinen Abschied von Hammarby IF und schloss sich dem Erstligaaufsteiger GIF Sundsvall an, bei dem er einen Vier-Jahres-Kontrakt unterschrieb. An der Seite von Fredrik Holster, Stefan Ålander und Ari Freyr Skúlason war er mit 26 Saisoneinsätzen Stammkraft, belegte mit dem Klub jedoch lediglich den Relegationsplatz. Zwar traf er beim 4:3-Rückspielerfolg gegen den Zweitligadritten Halmstads BK zum Endstand, nach der 0:3-Hinspielniederlage stieg die Mannschaft jedoch in die Superettan ab. Insgesamt schoss Helg 14 Tore bei GIF Sundsvall, bis er zur Saison 2016 ablösefrei zum Zweitligisten Åtvidabergs FF wechselte. 
Nach insgesamt 8 Toren in zwei Saisons und den aufeinanderfolgenden Abstiegen von Åtvidabergs FF aus der zweitklassigen Superettan bis in die viertklassige Division 2 wechselte Helg ablösefrei zurück in die zweite Liga zum Östers IF. Der Verein aus Växjö gewann ein Jahr zuvor die Division 1 und stieg damit in die Superettan auf.
Erneut schoss Helg 8 Tore in zwei Saisons, von denen 3 Elfmetertore in der Saison 2018 waren. In der Saison 2019 allerdings nur in der Hälfte der Spiele eingesetzt und anschließend ablösefrei zum Drittligisten IF Brommapojkarna transferiert. 
Der IF Brommapojkarna entließ Helg nach zwei gespielten Saisons mit je 2 geschossenen Toren.
Aktuell ist Simon Helg vereinslos.